# Mistrzostwa Europy w Saneczkarstwie 2008
41. Mistrzostwa Europy w saneczkarstwie 2008 odbyły się w dniach 12 – 13 stycznia we włoskiej Cesanie Torinese. Rozegrane zostały cztery konkurencje: jedynki kobiet, jedynki mężczyzn, dwójki mężczyzn oraz zawody drużynowe. W zawodach wzięło udział 80 zawodników z 15 państw. W tabeli medalowej najlepsze były Włochy.

## Wyniki

### Jedynki kobiet
- Data / Początek: Sobota, 12 stycznia 2008 / 9:00 CET

| Medal | Zawodniczka             | Narodowość | Czas     | Strata |
| ----- | ----------------------- | ---------- | -------- | ------ |
|       | Natalie Geisenberger    | Niemcy     | 1:35,364 |        |
|       | Sylke Kraushaar-Pielach | Niemcy     | 1:35,524 | +0,160 |
|       | Veronika Halder         | Austria    | 1:35,531 | +0,167 |
| 4.    | Tatjana Hüfner          | Niemcy     | 1:35,540 | +0,176 |
| 5.    | Nina Reithmayer         | Austria    | 1:35,684 | +0,320 |
| 6.    | Anke Wischnewski        | Niemcy     | 1:35,776 | +0,412 |
| 7.    | Maija Tīruma            | Łotwa      | 1:36,099 | +0,735 |
| 8.    | Anna Orlova             | Łotwa      | 1:36,143 | +0,779 |

### Jedynki mężczyzn
- Data / Początek: Niedziela, 13 stycznia 2008 / 8:00 CET

| Medal | Zawodnik          | Narodowość | Czas     | Strata |
| ----- | ----------------- | ---------- | -------- | ------ |
|       | Armin Zöggeler    | Włochy     | 1:44,341 |        |
|       | Albert Diemczenko | Rosja      | 1:44,682 | +0,341 |
|       | David Möller      | Niemcy     | 1:44,744 | +0,403 |
| 4.    | Daniel Pfister    | Austria    | 1:44,769 | +0,428 |
| 5.    | Martin Abentung   | Austria    | 1:44,815 | +0,474 |
| 6.    | Felix Loch        | Niemcy     | 1:44,850 | +0,509 |
| 7.    | Stefan Höhener    | Szwajcaria | 1:44,897 | +0,556 |
| 8.    | Wilfried Huber    | Włochy     | 1:45,147 | +0,806 |

### Dwójki mężczyzn
- Data / Początek: Sobota, 12 stycznia 2008 / 15:00 CET

| Medal | Zawodnicy                                 | Narodowość | Czas     | Strata |
| ----- | ----------------------------------------- | ---------- | -------- | ------ |
|       | Christian Oberstolz/Patrick Gruber        | Włochy     | 1:33,779 |        |
|       | Andreas Linger/Wolfgang Linger            | Austria    | 1:33,938 | +0,159 |
|       | Gerhard Plankensteiner/Oswald Haselrieder | Włochy     | 1:33,962 | +0,183 |
|       | Patric Leitner/Alexander Resch            | Niemcy     | 1:33,962 | +0,183 |
| 5.    | André Florschütz/Torsten Wustlich         | Niemcy     | 1:34,187 | +0,408 |
| 6.    | Peter Penz/Georg Fischler                 | Austria    | 1:34,370 | +0,591 |
| 7.    | Andris Šics/Juris Šics                    | Łotwa      | 1:34,417 | +0,638 |
| 8.    | Michaił Kuzmicz/Stanislaw Michejew        | Rosja      | 1:34,675 | +0,896 |

### Drużynowe
- Data / Początek: Niedziela, 13 stycznia 2008 / 12:00 CET

| Medal | Zawodnicy                                                                 | Narodowość | Czas     | Strata |
| ----- | ------------------------------------------------------------------------- | ---------- | -------- | ------ |
|       | Andris Šics/Juris Šics/Maija Tīruma/Mārtiņš Rubenis                       | Łotwa      | 2:40,863 |        |
|       | Andreas Linger/Wolfgang Linger/Veronika Halder/Martin Abentung            | Austria    | 2:40,871 | +0,008 |
|       | Gerhard Plankensteiner/Oswald Haselrieder/Sandra Gasparini/Armin Zöggeler | Włochy     | 2:40,913 | +0,050 |
| 4.    | Patric Leitner/Alexander Resch/Natalie Geisenberger/David Möller          | Niemcy     | 2:41,636 | +0,773 |
| 5.    | Michaił Kuzmicz/Stanislaw Michejew/Aleksandra Rodionowa/Albert Diemczenko | Rosja      | 2:41,704 | +0,841 |
| 6.    | Ján Harniš/Branislav Regec/Jana Sisajova/Jozef Ninis                      | Słowacja   | 2:44,420 | +3,557 |
| 7.    | Cosmin Chetroiu/Ionuț Țăran/Raluca Strămăturaru/Eugen Radu                | Rumunia    | 2:44,777 | +3,914 |
| 8.    | Antonín Brož/Lukáš Brož/Petra Kaprasova/Jakub Hyman                       | Czechy     | 2:46,004 | +5,141 |

## Klasyfikacja medalowa
| Miejsce | Państwo |   |   |   | Razem |
| ------- | ------- | - | - | - | ----- |
| 1.      | Włochy  | 2 | 0 | 2 | 4     |
| 2.      | Niemcy  | 1 | 1 | 2 | 4     |
| 3.      | Łotwa   | 1 | 0 | 0 | 1     |
| 4.      | Austria | 0 | 2 | 1 | 3     |
| 5.      | Rosja   | 0 | 1 | 0 | 1     |